# Chaz Mostert
Chaz Mostert (ur. 10 kwietnia 1992 w Melbourne) – australijski kierowca wyścigowy startujący w wyścigach Supercars. Dwukrotny zwycięzca prestiżowego wyścigu Bathurst 1000 rozgrywanego w ramach tej serii (w 2014 i 2021).

## Życiorys
Mostert rozpoczął ściganie od kartingu w wieku 7 lat. W 2008 rozpoczął starty w Australijskiej Formule Ford, a w 2010 został mistrzem tej serii.
W 2010 zaliczył też pierwsze starty w serii Fujitsu V8 Supercar Series, czyli w kategorii będącej niższym szczeblem głównej serii Supercars. Kontynuował w niej starty również w kolejnych dwóch latach, w 2012 roku zajmując trzecie miejsce w klasyfikacji generalnej.
Sezon 2013 rozpoczął ponownie w niższej serii Supercars, ale zaliczył tam tylko jedną rundę, ponieważ zespół Ford Performance Racing pod którego pieczą się znajdował, wypożyczył go do ekipy Dick Johnson Racing umożliwiając mu starty w głównej serii Supercars. Od samego początku Chaz dobrze sobie radził, a w zaledwie piątych zawodach (i piętnastym wyścigu) odniósł swoje pierwsze zwycięstwo.
Po tak udanym debiutanckim sezonie, Ford Performance Racing w 2014 umieścił Mosterta w swoim zespole. Chaz odniósł w ciągu sezonu dwa zwycięstwa, w tym bardzo prestiżowe, w wyścigu Bathurst 1000 i w klasyfikacji sezonu zajął siódme miejsce.

## Wyniki

### Podsumowanie
| Sezon | Seria                                   | Zespół                     | Starty | PP | Zwyc. | Punkty | Pozycja |
| ----- | --------------------------------------- | -------------------------- | ------ | -- | ----- | ------ | ------- |
| 2008  | Australian Formula Ford Championship    | Howard Racing              | 23     | 0  | 0     | 50     | 11.     |
| 2009  | Australian Formula Ford Championship    | DIY Pool Fencing           | 23     | 2  | 1     | 225    | 4.      |
| 2010  | Australian Formula Ford Championship    | Synergy Motorsports        | 22     | 3  | 14    | 361    | 1.      |
| 2010  | Fujitsu V8 Supercar Series              | Miles Racing               | 2      | 0  | 0     | 222    | 27.     |
| 2011  | Fujitsu V8 Supercar Series              | Miles Racing               | 12     | 0  | 0     | 1253   | 6.      |
| 2011  | Fujitsu V8 Supercar Series              | Ford Performance Racing    | 5      | 1  | 0     | 1253   | 6.      |
| 2012  | Dunlop V8 Supercar Series               | Ford Performance Racing    | 18     | 5  | 4     | 1665   | 3.      |
| 2013  | Dunlop V8 Supercar Series               | MW Motorsport              | 2      | 1  | 1     | 288    | 30.     |
| 2013  | International V8 Supercars Championship | Dick Johnson Racing        | 27     | 0  | 1     | 1520   | 17.     |
| 2014  | International V8 Supercars Championship | Ford Performance Racing    | 38     | 0  | 2     | 2451   | 7.      |
| 2015  | International V8 Supercars Championship | Prodrive Racing Australia  | 24     | 10 | 5     | 2017   | 11.     |
| 2016  | International V8 Supercars Championship | Rod Nash Racing            | 29     | 5  | 0     | 2361   | 7.      |
| 2017  | Supercars Championship                  | Rod Nash Racing            | 26     | 1  | 3     | 2748   | 5.      |
| 2018  | Supercars Championship                  | Tickford Racing            | 31     | 0  | 1     | 2807   | 6.      |
| 2019  | Supercars Championship                  | Tickford Racing            | 29     | 4  | 1     | 2879   | 5.      |
| 2020  | Supercars Championship                  | Walkinshaw Andretti United | 27     | 1  | 0     | 1958   | 5.      |
| 2021  | Supercars Championship                  | Walkinshaw Andretti United | 31     | 2  | 3     | 2494   | 3.      |